# József Katona
 (juillet 2024).
Pour les articles homonymes, voir Katona.
Dans le nom hongrois Katona József, le nom de famille précède le prénom, mais cet article utilise l’ordre habituel en français József Katona, où le prénom précède le nom.
József Katona, né le 11 novembre 1791 à Kecskemét où il est mort le 16 avril 1830, est un poète et dramaturge hongrois, connu pour sa pièce Bánk bán (« Le ban Bánk ») sur laquelle est basée le livret de l'opéra du même nom du compositeur Ferenc Erkel. 

## Biographie
Le père de Katona, tisserand de province qui, lui aussi, aimait à faire des vers, envoya son fils étudier dans diverses villes et faire ensuite ses études de droit à Pest. C’est là qu’il se fit avocat et trouva du plaisir à jouer, comme dilettante dans diverses pièces de théâtre. Devenu amoureux d’une célèbre cantatrice hongroise, il se fit acteur.

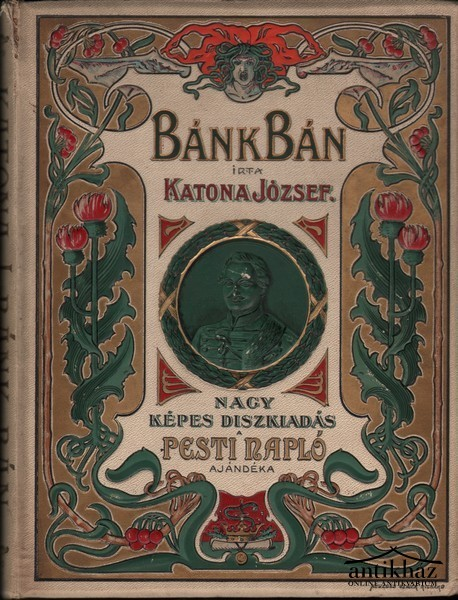
Bánk bán
Reliure Gottermayer

Ses premiers drames sont de modestes imitations des Ritterdramen allemands. Sa dernière pièce, Bánk bán fut écrite en 1814 et concourut pour un prix qu’elle n’obtint pas. Il voulut la faire représenter en province, en 1819, mais la censure ne le permit pas. En 1820, il retourna dans sa ville natale pour en devenir le premier avocat.
Son drame parut en 1821, mais n’obtint aucun succès parce que presque personne ne le lut. Katona vécut, persuadé d’avoir manqué sa carrière, jusqu’en 1830 où la mort le délivra de ses souffrances morales. Mais quatre ans après un grand acteur tragique hongrois ayant fait jouer la pièce, il fallut encore onze ans pour que le goût du grand public pût être à même de trouver du plaisir à la voir.
Bánk bán a été traduit par Charles de Bigault de Casanove en 1908.

## Honneur
L'astéroïde (181392) Katonajózsef est nommé en son honneur.